# Elezioni generali nel Regno Unito del 1895
Le elezioni generali nel Regno Unito del 1895 si svolsero dal 13 luglio al 7 agosto e furono vinte dal Partito Conservatore guidato da Robert Gascoyne-Cecil, III marchese di Salisbury che aveva formato un'alleanza con il Partito Liberale Unionista. Insieme ottennero una larga maggioranza sul Partito Liberale guidato da Archibald Primrose, V conte di Rosebery. Furono le prime elezioni dal 1841 in cui i conservatori ottennero più voti dei liberali/whig. Il Partito Parlamentare Irlandese era diviso al momento dell'elezione: la maggioranza dei suoi deputati seguivano John Dillon, mentre la parte restante (i Parnelliti) seguivano John Redmond.

## Risultati
| Liste  | Liste                             | Voti      | %    | +/- % | Seggi | +/- seggi |
| ------ | --------------------------------- | --------- | ---- | ----- | ----- | --------- |
|        | Conservatore - Liberale Unionista | 1.759.484 | 49,2 | 2,2   | 411   | 98        |
|        | Liberale                          | 1.628.405 | 45,5 | 0,1   | 177   | 95        |
|        | Irish National Federation         | 92.556    | 2,6  | 2,6   | 70    | 2         |
|        | Lega Nazionale Irlandese          | 47,698    | 1,3  | 0,3   | 12    | 3         |
|        | Partito Laburista Indipendente    | 34.433    | 1,0  | —     | 0     | —         |
|        | Conservatori Indipendenti         | 13.713    | 0,4  | —     | 0     | —         |
|        | Liberali Indipendenti             | 3.733     | 0,1  | —     | 0     | 1         |
|        | Nazionalisti Indipendenti         | 3.429     | 0,1  | —     | 0     | —         |
|        | Federazione Social Democratica    | 3.122     | 0,1  | —     | 0     | —         |
|        | Liberali-Laburisti Indipendenti   | 2.348     | 0,1  | —     | 0     | —         |
|        | Laburisti Indipendenti            | 608       | 0,0  | —     | 0     | 1         |
|        | Indipendenti                      | 52        | 0,0  | —     | 0     | —         |
| Totale | Totale                            | 3.575.868 |      |       | 670   |           |

|                                   |                                   |  |        |        |
| --------------------------------- | --------------------------------- |  | ------ | ------ |
| Conservatori e Liberali Unionisti | Conservatori e Liberali Unionisti |  | 49,01% | 49,01% |
| Liberali                          | Liberali                          |  | 45,66% | 45,66% |
| Parlamentari Irlandesi            | Parlamentari Irlandesi            |  | 3,87%  | 3,87%  |
| Ind. Laburisti                    | Ind. Laburisti                    |  | 1,15%  | 1,15%  |
| Indipendenti                      | Indipendenti                      |  | 0,22%  | 0,22%  |
| Altri                             | Altri                             |  | 0,1%   | 0,1%   |

|                                   |                                   |  |        |        |
| --------------------------------- | --------------------------------- |  | ------ | ------ |
| Conservatori e Liberali Unionisti | Conservatori e Liberali Unionisti |  | 61,34% | 61,34% |
| Liberali                          | Liberali                          |  | 26,42% | 26,42% |
| Parlamentari Irlandesi            | Parlamentari Irlandesi            |  | 12,24% | 12,24% |